# 道の駅かわもと
道の駅かわもと（みちのえき かわもと）は、埼玉県深谷市長在家にある国道140号の道の駅である。

## 施設
- 農産物直売所（4月 - 9月/9:00 - 18:00、10月 - 3月/9:00 - 17:00）
- 休憩所
- 駐車場（普通車63台、大型車2台、身体障害者用5台）
- 化粧室（男6、女6、身体障害者用1）

## 休館日
- 12月29日 - 1月3日

## アクセス
- 国道140号
  - 埼玉県道69号深谷嵐山線
  - 埼玉県道75号熊谷児玉線

## 周辺
- 秩父往還道
- カインズホーム深谷川本
- 秩父鉄道秩父本線
  - 明戸駅
  - 武川駅
- 深谷市役所川本総合支所
- 荒川